# Жива іграшка
Жива іграшка (рос. Живая игрушка) — радянський мальований мультфільм 1982 року для дітей, про обережне ставлення до тварин, бо вони живі. Знятий на студії Союзмультфільм.

## Сюжет
Маленька дівчинка знайшла на городі зайчика, що втік від матері-зайчихи, і прийняла його за живу ляльку. Назвала «дочкою Катею», замотала в пелюшки, прив'язала по бантику на кожне вухо, почала годувати кашею та цукерками. Зайченя не їло цукерки і весь час хотіло вибратися з пелюшок і втекти. Дівчинка вирішила, що він захворів, і пішла по ліки. Але тут зайчиха, дізнавшись, де її малюк, вибрала момент і за допомогою інших своїх дітей забрала його назад у поле.

## Творці
- Автори сценарію Михайло Ліпскеров, Володимир Пекар
- Текст пісень Олександр Тимофєєвський Кінорежисер Леонід Каюков
- Художники-постановники Марія Рудаченко, Зоя Монетова Композитор Ігор Єфремов
- Кінооператор Кабул Расулов Звукооператор Борис Фільчиков
- Ролі озвучувала-Клара Румянова — Дівчинка * * Монтажник Галина Смирнова
- Асистент режисера Ольга Ісакова
- Художники-мультиплікатори: Антоніна Альошина, Галина Зеброва, Олена Малашенкова, Володимир Крумін, Володимир Шевченко, Андрій Ігнатенко, Юрій Мещеряков
- Художники: Олена Гололобова, Світлана Скребньова, Віра Харитонова
- Редактор-Тетяна Папорова
- Директор знімальної групи-Микола Євлюхін

### Пісенька дівчинки
До чего вы мне, игрушки, надоели!
Вы не можете играть на самом деле.
Двинуть ручкой, двинуть ножкой и попрыгать хоть немножко
—Всё вы делаете только понарошку.
Я с вами, игрушки, не играю, Я с вами скучаю, я зеваю.
Мне так нужна игрушка, хоть кукла, хоть зверушка, Но только обязательно живая!
Я рассказываю вам свои секреты, Я даю вам настоящие конфеты.
Неподвижно вы сидите, в одну сторону глядите
И со мною ни о чём не говорите.

## Відеовидання
Мультфільм неодноразово перевидувався на DVD у збірниках мультфільмів: «Бабусині казки. Випуск 2», «Казки для малечі. Випуск 3»